# Cedar Creek (afluente del Milwaukee)
El río Cedar Creek es un curso de agua del medio oeste de los Estados Unidos, afluente del Milwaukee.

## Descripción
El río, que discurre por el estado estadounidense de Wisconsin, acaba desaguando en el Milwaukee. Aparece descrito en el primer tomo del Novísimo diccionario geográfico, histórico, pintoresco universal (1863) con las siguientes palabras:

CÉDAR-CREEK [...] Otro en el condado de Washington; desemboca en el Milvaukei, á unas 8 millas de la ciudad de este nombre.